# Komier
Komier eller syrjäner (ryska: zyrjanin) är en finsk-ugrisk folkgrupp. Namnet syrjän härrör egentligen från komiernas grannar vogulerna, som kallar dem saran. Ordet komi har ursprungligen betytt "människa". Komierna talar komi, ett finsk-ugriskt språk.

## Bosättningsområde

Komisyrjäner
Komier av floden Izjma
Komipermjaker
Komier av floden Yazva

Komierna bor i spridda grupper väster om Ural, de främsta bosättningsområdena återfinns vid floderna Vytjegda, Petjora och Isjma. Små grupper återfinns även i nordvästra Sibirien och på Kolahalvön. De vid Kamas bifloder boende kallas permier eller permjaker, som bor grannar med votjakerna, deras närmaste släktingar. Längst i norr är samojeder deras grannar, men i övrigt utgörs de av ryssar, med vilka de delvis är starkt blandade, dock utan att ha förlorat sitt språk. De indelas i två grupper efter språk; komisyrjäner och komipermjaker. De vid floderna boende ägnade sig åt jordbruk och boskapsskötsel och de i norr långt in på 1900-talet jakt.

## Historia
De äldsta spåren av människor i bosättningsområdet härrör från paleolitikum. Dessa tidiga kolonistern etniska härkomst har inte gått att fastställa. Detta område har varit boplats för finsk-ugriernas permiska gren från och med 3000-2000 f.Kr. Komierna skildes från votjakerna på 600-talet och flyttade norrut från området vid floderna Kama och Vjatka. Här i nordligare trakter kom de för en kort tid i kontakt med kareler (bjarmer), varav intryck kan spåras i deras språk. 
De första skriftliga uppgifterna om komiernas förfäder, Perm-folket, finns i ryska krönikor från 1000-1100-talen. Enligt ryska källor fanns det redan på 1000-talet komier i området kring floden Vytjegda och på 1300-talet vid nuvarande Kotlas. Komierna blev åtskilda från kareler och vepser på grund av den ryska expansionen mot norr. Från och med 1096 betalade de skatt till Republiken Novgorod, och på 1300-talet hamnade de under furstendömet Moskvas överhöghet. Slavernas grepp om dem stärktes genom Stefan den helige (död 1396) som omvände komierna. Komierna blev alltså tidigt kristna och av deras gamla religion finns föga kvar (tron på vattengudomligheter, typisk för alla finska folk). Moskvas makt i området ökade i samband med att manserna anföll Gamla Perm 1455, varvid bl.a. biskop Pitirim i Ustvym dödades. Efter denna händelse företog Moskva två korståg mot manserna (1465, 1467) för att straffa dem. I dessa krigståg deltog även komier. Pitirims efterträdare Jona döpte Stor-Perms komifurste, som efter dopet fick namnet Michail. Han rättade sig emellertid föga efter anvisningarna från Moskva, varför storfurste Ivan III 1472 företog ett krigståg mot honom och besegrade honom vid Iskorsk. I allmänhet deltog komier i ryssarnas krigståg som deras bundsförvanter, till exempel mot manserna och chanterna 1483-85 samt mot tatarerna 1505 och 1545. 
1478 införlivades komiernas land med det ryska riket. Den ryska staten skänkte 1558 väldiga jordegendomar på båda sidor om Kamafloden till saltfabrikanten Stroganov i Solvytjegodsk för tjänster som denne visat staten. Detta fick som resultat att en stor del av de i söder boende komier föll i livegenskap. 1866 genomfördes här en jordreform utan tillfredsställande resultat. Initiativtagarna till de sociala jäsningarna revolutionsåren 1905-07 var personer som utvisats till detta område - ett område som således redan från början kommit att bli en förvisningsort och ett centrum för fångläger. Under det ryska inbördeskriget gjorde komierna ett hårt motstånd mot bolsjevikerna. Sovjetmakten störtades i Mezen i augusti 1918 och samtidigt också i Petjora. I november 1919 hade de ryska "vita" trupperna erövrat större delen av komiernas territorium. Rödgardisterna lyckades dock efter en rad motanfall slutligen återerövra detta område i mars 1920.

## Genetik
Mer än hälften av komi med Y-kromosom har haplogrupp N (37 % har N1c, 18,5 % har N1b-P43). Den näst vanligaste Y-haplogruppen är R1a (27,4 %). Cirka 19 % av deras autosomala DNA är sibiriska. Denna komponent är typisk för finsk-ugriska folk.